# Смичок (річка)
Смичок (рос. Смычек) — річка в Україні, у Малинському районі Житомирської області. Ліва притока Кам'янки, (басейн Прип'яті).

## Опис
Довжина річки приблизно 4,35 км, найкоротша відстань між витоком і гирлом — 4,01 км, коефіцієнт звивистості річки — 1,09 . Річка формується декількома безіменними струмками та частково каналізована.

## Розташування
Бере початок в урочищі Мошківе Болото на південно-західній стороні від села Савлуки. Тече переважно на південний схід і у Ксаверіві впадає у річку Кам'янку, праву притоку Ужа.